# Futura Volley Giovani 2023-2024
Questa voce raccoglie le informazioni riguardanti la Futura Volley Giovani nelle competizioni ufficiali della stagione 2023-2024.

## Stagione
Nella stagione 2023-24 la Futura Volley Giovani assume la denominazione sponsorizzata di Futura Giovani Busto Arsizio.
Partecipa per la quinta volta consecutiva al campionato di Serie A2 terminando il girone A della regular season al secondo posto in classifica; nella pool promozione giunge al secondo posto, ottenendo l'accesso ai play-off promozione dove giunge in finale, sconfitta dal Talmassons.
A seguito del secondo posto in classifica al termine del girone di andata, si qualifica per la Coppa Italia di Serie A2 dove viene superata in finale dalla Wealth Planet Perugia.

## Organigramma societario
Area direttiva
- Presidente: Franco Forte
- Presidente onorario: Raffaella Forte
- Direttore sportivo: Matteo Lucchini
- Team manager: Beatrice Francesconi
- Segretaria amministrativa: Roberta Calloni
- Responsabile Logistica: Claudio Marelli
- Consulente legale: Roberto Porrello
- Dirigente accompagnatore: Corrado Galli
- Addetto Arbitri: Gianluca Nava

Area tecnica
- Allenatore: Amadio Daris (fino al 25 marzo 2024), Alessandro Beltrami (dal 25 marzo 2024)
- Allenatore in seconda: Mauro Tettamanti
- Assistente allenatore: Davide Barella
- Scout Man: Alessandro Parise
- Match analyst: Roberta Peressin

Area comunicazione
- Responsabile comunicazione: Samantha Pini
- Addetto stampa: Roberto Bojeri
- Responsabile New media: Roberto Protasoni
- Fotografo: Loris Marini
- Speaker: Roberto Protasoni

Area marketing
- Responsabile marketing: Samantha Pini
- Referente marketing: Pierfranco Caprioli

Area sanitaria
- Medico: Maria Nadia Brogioli
- Preparatore atletico: Valerio Povia
- Fisioterapista: Marta Pedroli
- Massoterapista: Marco Forte

## Rosa
| N° | Nome                | Ruolo | Data di nascita  | Nazionalità sportiva |
| -- | ------------------- | ----- | ---------------- | -------------------- |
| 3  | Maddalena Citterio  | S     | 3 giugno 2004    | Italia               |
| 1  | Valentina Pomili    | S     | 21 ottobre 1994  | Italia               |
| 2  | Francesca Bresciani | P     | 12 luglio 1999   | Italia               |
| 5  | Sofia Monza         | P     | 11 maggio 2002   | Italia               |
| 6  | Lana Conceição      | S     | 8 dicembre 1996  | Brasile              |
| 8  | Viola Tonello       | C     | 3 gennaio 1994   | Italia               |
| 9  | Elisa Zanette       | O     | 17 febbraio 1996 | Italia               |
| 10 | Giulia Osana        | L     | 1º dicembre 2005 | Italia               |
| 12 | Eleonora Furlan     | C     | 10 marzo 1995    | Italia               |
| 13 | Ilaria Bonvicini    | L     | 28 febbraio 1997 | Italia               |
| 14 | Lea Cvetnić         | S     | 2 febbraio 1999  | Croazia              |
| 15 | Sofia Rebora        | C     | 23 febbraio 1993 | Italia               |
| 17 | Teresa Bosso        | S     | 6 gennaio 2005   | Italia               |
| 18 | Lara Del Core       | O     | 8 ottobre 2005   | Italia               |

## Mercato
| Acquisti | Acquisti            | Acquisti          | Acquisti   |
| R.       | Nome                | da                | Modalità   |
| -------- | ------------------- | ----------------- | ---------- |
| L        | Ilaria Bonvicini    | Lecco Picco       | definitivo |
| S        | Teresa Bosso        | AGIL              | definitivo |
| P        | Francesca Bresciani | Hermaea           | definitivo |
| S        | Maddalena Citterio  | Lecco Picco       | definitivo |
| S        | Lea Cvetnić         | Millenium Brescia | definitivo |
| O        | Lara Del Core       | Academy Piacenza  | definitivo |
| C        | Eleonora Furlan     | Imoco             | definitivo |
| P        | Sofia Monza         | UYBA              | definitivo |
| S        | Valentina Pomili    | Idea Sassuolo     | definitivo |
| C        | Sofia Rebora        | Roma Club         | definitivo |
| S        | Lana Conceição      | UNI Opole         | definitivo |

| Cessioni | Cessioni             | Cessioni            | Cessioni   |
| R.       | Nome                 | a                   | Modalità   |
| -------- | -------------------- | ------------------- | ---------- |
| S        | Alessia Arciprete    | Montecchio Maggiore | definitivo |
| S        | Gaia Badalamenti     | Lecco Picco         | definitivo |
| P        | Martina Balboni      | -                   | ritirata   |
| C        | Alexandra Botezat    | Montecchio Maggiore | definitivo |
| S        | Cristina Fiorio      | Millenium Brescia   | definitivo |
| S        | Leketor Member-Meneh | Atlanta Vibe        | definitivo |
| S        | Sofia Milani         | Progetto Valtellina | definitivo |
| L        | Alessandra Mistretta | Trentino            | definitivo |
| L        | Martina Morandi      | Lecco Picco         | definitivo |
| C        | Chiara Pandolfi      | Montecchio Maggiore | definitivo |
| P        | Clara Venco          | Teodora Giovanile   | definitivo |

## Risultati

### Serie A2

#### Girone di andata
| 1ª Giornata - 8 ottobre 2023 PalaFrancescucci, Casnate con Bernate | Alba                  | 0 - 3 | Futura Giovani      | 26-28, 21-25, 20-25              |
| 2ª Giornata - 15 ottobre 2023 PalaBorsani, Castellanza             | Futura Giovani        | 3 - 0 | Beach World Pescara | 25-19, 25-17, 25-22              |
| 3ª Giornata - 22 ottobre 2023 Palazzo dello Sport, Trebaseleghe    | Fratte                | 0 - 3 | Futura Giovani      | 17-25, 25-27, 20-25              |
| 4ª Giornata - 29 ottobre 2023 PalaMarani, Budrio                   | Bologna               | 1 - 3 | Futura Giovani      | 21-25, 25-22, 22-25, 21-25       |
| 5ª Giornata - 2 novembre 2023 PalaBorsani, Castellanza             | Futura Giovani        | 3 - 0 | Talmassons          | 25-18, 25-21, 25-22              |
| 6ª Giornata - 5 novembre 2023 PalaBorsani, Castellanza             | Futura Giovani        | 3 - 0 | Millenium Brescia   | 25-16, 25-18, 25-15              |
| 7ª Giornata - 11 novembre 2023 PalaEvangelisti, Perugia            | Wealth Planet Perugia | 3 - 0 | Futura Giovani      | 25-23, 25-18, 25-16              |
| 8ª Giornata - 19 novembre 2023 PalaScoppa, Soverato                | Soverato              | 2 - 3 | Futura Giovani      | 25-20, 25-23, 24-26, 19-25, 8-15 |
| 9ª Giornata - 22 novembre 2023 PalaBorsani, Castellanza            | Futura Giovani        | 3 - 1 | Sant'Anna           | 25-14, 12-25, 25-18, 25-14       |

#### Girone di ritorno
| 10ª Giornata - 26 novembre 2023 PalaBorsani, Castellanza                   | Futura Giovani      | 3 - 0 | Alba                  | 25-14, 26-24, 25-21               |
| 11ª Giornata - 3 dicembre 2023 PalaRoma, Montesilvano                      | Beach World Pescara | 0 - 3 | Futura Giovani        | 15-25, 10-25, 17-25               |
| 12ª Giornata - 11 dicembre 2023 PalaBorsani, Castellanza                   | Futura Giovani      | 3 - 1 | Fratte                | 25-13, 25-18, 23-25, 25-19        |
| 13ª Giornata - 17 dicembre 2023 PalaBorsani, Castellanza                   | Futura Giovani      | 3 - 0 | Bologna               | 25-20, 25-21, 25-17               |
| 14ª Giornata - 23 dicembre 2023 Palazzetto dello Sport, Lignano Sabbiadoro | Talmassons          | 3 - 1 | Futura Giovani        | 22-25, 25-20, 25-20, 25-22        |
| 15ª Giornata - 26 dicembre 2023 PalaGeorge, Montichiari                    | Millenium Brescia   | 0 - 3 | Futura Giovani        | 17-25, 22-25, 18-25               |
| 16ª Giornata - 14 dicembre 2023 PalaBorsani, Castellanza                   | Futura Giovani      | 3 - 0 | Wealth Planet Perugia | 25-22, 27-25, 25-19               |
| 17ª Giornata - 14 gennaio 2024 PalaBorsani, Castellanza                    | Futura Giovani      | 3 - 0 | Soverato              | 25-18, 25-19, 25-14               |
| 18ª Giornata - 21 gennaio 2024 PalaRescifina, Messina                      | Sant'Anna           | 3 - 2 | Futura Giovani        | 21-25, 25-23, 25-19, 16-25, 17-15 |

#### Pool promozione
| 1ª Giornata - 28 gennaio 2024 Palazzetto dello Sport, San Giovanni in Marignano | Adolfo Consolini    | 3 - 2 | Futura Giovani      | 18-25, 25-18, 22-25, 25-14, 15-13 |
| 2ª Giornata - 4 febbraio 2024 PalaBorsani, Castellanza                          | Futura Giovani      | 3 - 1 | Mondovì             | 25-19, 20-25, 25-21, 25-19        |
| 3ª Giornata - 9 febbraio 2024 PalaFerroli, San Bonifacio                        | Montecchio Maggiore | 0 - 3 | Futura Giovani      | 21-25, 23-25, 26-28               |
| 4ª Giornata - 14 febbraio 2024 PalaBorsani, Castellanza                         | Futura Giovani      | 3 - 0 | Esperia             | 25-12, 25-23, 25-19               |
| 5ª Giornata - 25 febbraio 2024 PalaFontescodella, Macerata                      | Helvia Recina       | 3 - 2 | Futura Giovani      | 25-17, 25-22, 19-25, 17-25, 15-11 |
| 6ª Giornata - 2 marzo 2024 PalaBorsani, Castellanza                             | Futura Giovani      | 3 - 1 | Adolfo Consolini    | 25-22, 23-25, 25-15, 25-21        |
| 7ª Giornata - 10 marzo 2024 PalaManera, Mondovì                                 | Mondovì             | 3 - 1 | Futura Giovani      | 25-20, 21-25, 25-22, 25-22        |
| 8ª Giornata - 18 marzo 2024 PalaBorsani, Castellanza                            | Futura Giovani      | 3 - 1 | Montecchio Maggiore | 25-20, 27-25, 22-25, 25-21        |
| 9ª Giornata - 23 marzo 2024 PalaRadi, Cremona                                   | Esperia             | 3 - 2 | Futura Giovani      | 20-25, 25-21, 16-25, 26-24, 15-9  |
| 10ª Giornata - 29 marzo 2024 PalaBorsani, Castellanza                           | Futura Giovani      | 3 - 1 | Helvia Recina       | 25-16, 16-25, 25-18, 25-14        |

#### Play-off promozione
| Semifinali (gara 1) - 6 aprile 2024 PalaBorsani, Castellanza      | Futura Giovani | 3 - 2 | Helvia Recina  | 25-16, 25-23, 17-25, 14-25, 15-12 |
| Semifinali (gara 2) - 10 aprile 2024 PalaFontescodella, Macerata  | Helvia Recina  | 0 - 3 | Futura Giovani | 16-25, 18-25, 10-25               |
| Finale (gara 1) - 20 aprile 2024 PalaBorsani, Castellanza         | Futura Giovani | 0 - 3 | Talmassons     | 23-25, 20-25, 17-25               |
| Finale (gara 2) - 25 aprile 2024 Palazzetto dello Sport, Latisana | Talmassons     | 3 - 0 | Futura Giovani | 31-29, 25-20, 25-17               |

### Coppa Italia di Serie A2
| Quarti di finale - 10 gennaio 2024 PalaBorsani, Castellanza | Futura Giovani        | 3 - 0 | Esperia        | 25-20, 25-15, 25-18 |
| Semifinali - 24 gennaio 2024 PalaBorsani, Castellanza       | Futura Giovani        | 3 - 0 | Sant'Anna      | 25-23, 26-24, 27-25 |
| Finale - 18 febbraio 2024 PalaTrieste, Trieste              | Wealth Planet Perugia | 3 - 0 | Futura Giovani | 25-22, 25-22, 25-22 |

## Statistiche

### Statistiche di squadra
| Competizione             | Punti | In casa | In casa | In casa | In trasferta | In trasferta | In trasferta | Totale | Totale | Totale |
| Competizione             | Punti | G       | V       | P       | G            | V            | P            | G      | V      | P      |
| ------------------------ | ----- | ------- | ------- | ------- | ------------ | ------------ | ------------ | ------ | ------ | ------ |
| Serie A2                 | 66    | 16      | 15      | 1       | 16           | 8            | 8            | 32     | 23     | 9      |
| Coppa Italia di Serie A2 |       | 2       | 2       | 0       | 0            | 0            | 0            | 3      | 2      | 1      |
| Totale                   | -     | 18      | 17      | 1       | 16           | 8            | 8            | 35     | 25     | 10     |

G = partite giocate; V = partite vinte; P = partite perse 

### Statistiche dei giocatori
| Giocatore    | Serie A2 | Serie A2 | Serie A2 | Serie A2 | Serie A2 | Coppa Italia di Serie A2 | Coppa Italia di Serie A2 | Coppa Italia di Serie A2 | Coppa Italia di Serie A2 | Coppa Italia di Serie A2 | Totale | Totale | Totale | Totale | Totale |
| Giocatore    | P        | PT       | AV       | MV       | BV       | P                        | PT                       | AV                       | MV                       | BV                       | P      | PT     | AV     | MV     | BV     |
| ------------ | -------- | -------- | -------- | -------- | -------- | ------------------------ | ------------------------ | ------------------------ | ------------------------ | ------------------------ | ------ | ------ | ------ | ------ | ------ |
| I. Bonvicini | 32       | 0        | 0        | 0        | 0        | 3                        | 0                        | 0                        | 0                        | 0                        | 35     | 0      | 0      | 0      | 0      |
| T. Bosso     | 23       | 70       | 57       | 6        | 7        | 0                        | 0                        | 0                        | 0                        | 0                        | 23     | 70     | 57     | 6      | 7      |
| F. Bresciani | 20       | 0        | 0        | 0        | 0        | 2                        | 0                        | 0                        | 0                        | 0                        | 22     | 0      | 0      | 0      | 0      |
| M. Citterio  | 6        | 2        | 2        | 0        | 0        | 0                        | 0                        | 0                        | 0                        | 0                        | 6      | 2      | 2      | 0      | 0      |
| L. Cvetnić   | 30       | 400      | 347      | 22       | 31       | 3                        | 38                       | 33                       | 0                        | 5                        | 33     | 438    | 380    | 22     | 36     |
| L. Del Core  | 13       | 10       | 8        | 2        | 0        | 0                        | 0                        | 0                        | 0                        | 0                        | 13     | 10     | 8      | 2      | 0      |
| E. Furlan    | 25       | 234      | 142      | 69       | 23       | 3                        | 20                       | 12                       | 8                        | 0                        | 28     | 254    | 154    | 77     | 23     |
| S. Monza     | 32       | 91       | 61       | 21       | 9        | 3                        | 2                        | 1                        | 1                        | 0                        | 35     | 93     | 62     | 22     | 9      |
| G. Osana     | 10       | 0        | 0        | 0        | 0        | 0                        | 0                        | 0                        | 0                        | 0                        | 10     | 0      | 0      | 0      | 0      |
| V. Pomili    | 18       | 89       | 79       | 5        | 5        | 2                        | 0                        | 0                        | 0                        | 0                        | 20     | 89     | 79     | 5      | 5      |
| S. Rebora    | 25       | 217      | 131      | 69       | 17       | 3                        | 21                       | 15                       | 6                        | 0                        | 28     | 238    | 146    | 75     | 17     |
| L. Conceição | 27       | 225      | 191      | 25       | 9        | 3                        | 21                       | 17                       | 0                        | 4                        | 30     | 246    | 208    | 25     | 13     |
| V. Tonello   | 25       | 188      | 133      | 48       | 7        | 1                        | 10                       | 5                        | 5                        | 0                        | 26     | 198    | 138    | 53     | 7      |
| E. Zanette   | 31       | 483      | 422      | 34       | 27       | 3                        | 43                       | 37                       | 5                        | 1                        | 34     | 526    | 459    | 39     | 28     |

P = presenze; PT = punti totali; AV = attacchi vincenti; MV = muri vincenti; BV = battute vincenti